# Vitali Klitxkò
Vitali Volodímirovitx Klitxkò (ucraïnès: Віта́лій Володи́мирович Кличко́  - Belovòdskoie, Quirguisistan, 19 de juliol de 1971), conegut sota el sobrenom o àlies de Doctor Puny de Ferro, és un boxejador professional, retirat al desembre de 2013, campió mundial dels pesos pesants del Consell Mundial de Boxa, títol obtingut l'11 d'octubre del 2008 en derrotar Samuel Peter en vuit assalts. El 2005 s'havia retirat, però, el gener de 2007 va confirmar el seu retorn a la boxa. Va ser campió del món de pes pesant en 2004 i 2005 del campionat WBC, el 1999 - 2000 va ser campió de WBO. Mesura 2,03 m d'alçada i va néixer a Belovodsk, Kirguizstan, a l'antiga Unió Soviètica. El seu germà més jove, Vladímir Klitxkò, és l'actual campió del món de pes pesant de la IBF, WBO, IBO, WBA i  The Ring. El seu pare va ser coronel de la Força Aèria Soviètica i té nacionalitat ucraïnesa. El 31 de desembre de l'any 2004 li va ser atorgat el títol més important del seu país, l'Heroi d'Ucraïna. El desembre de 2013 va ser nomenat campió emèrit per la WBC a causa que la seva activitat política li impedia defensar el títol.

## Carrera professional
| Període en actiu (Pro):           | 1996-2005 2008-2013 |
| Entrenador:                       | Fritz Sdunek        |
| Representant:                     | Bernd Bonte         |
| També conegut com a:              | Dr. Puny de Ferro   |
| Pes (Ø):                          | 112 kg              |
| Alçada:                           | 2,00 metres         |
| Circumferència de pit:            | 1,19 metres         |
| Circumferència superior del braç: | 43,5 cm             |
| Avantbraç:                        | 43 cm               |
| Combats totals:                   | 47                  |
| Victòries:                        | 45                  |
| Victòria per KO:                  | 41                  |
| Derrotes:                         | 2                   |

### Kickboxing
Originalment, Klitxkò fou un kickboxer amb un rècord de 195-15, amb 80 nocauts.
- El 1992, va ser derrotat a la final del Campionat d'Europa de Kickboxing 89 kg divisió lleugera de contacte per l'anglès Pelé Reid, quan va ser noquejat per una puntada de gir a la mandíbula.[2]
- El 1993, va derrotar Ryushi Yanagisawa al torneig de promoció d'arts marcials mixtes japonès de Pancrase de l'WKA Regles especials (sense puntades baixes) via decisió R5.
- El 1994, va derrotar Richard Vince per segona ronda de KO per retenir el seu títol de superpesants de l'ISKA.

Medallista de plata categoria súperpesant en els Campionats del Món de Berlín, Alemanya, 1995. resultats:
- Derrotà Gitas Juskevicius (Lituània) RSC-2
- Derrotà Attila Levin (Suècia) RET-2
- Derrotà Rene Monse (Alemanya) PTS (6-5)
- Perdé davant Aleksei Lezin (Rússia) PTS (3-12)

Medallista d'or en els Campionats Mundials Militars a Arícia, Itàlia, 1995, categoria súperpesant. Resultats:
- Derrotà Kenneth Horsley (Estats Units) RET-1
- Derrotà Svilen Rusinov (Bulgaria) RSC-1
- Derrotà Drago Mijic (Croàcia) WO
- Derrotà Aleksei Lezin (Rússia) PTS (10-6)

El 1996, va esdevenir professional i va acumular un rècord de 34-1 amb 22 nocauts. Fou campió del món en sis ocasions (professional i aficionat).

### Boxa amateur
En boxa, Vitali va disputar 195 combats com a amateur. Va guanyar tres campionats amb Ucraïna. La seva carrera començà a despuntar el 1995 quan va guanyar la medalla de plata del campionat del món de boxa amateur del 1995 i els Jocs Mundials Militars. No assiteix als Jocs Olímpics d'Atlanta el 1996 atès que dona positiu per nandrolona. En la seva autobiografia, l'ucraïnès ho atribueix al tractament per una lesió a la cama. El seu germà Wladimir guanyarà la medalla d'or en els Jocs Olímpics en la categoria de superpesants. El palmarès amateur de Vitali és de 195 victòries contra 15 derrotes.

### Debut com a professional
Passa a professional en la categoria de pesats i fitxa per l'equip Universum d'Hamburg (Alemanya). Dispusta el seu prime premier combat el 16 de novembre de 1996 i el guanya per KO. Aconsegueix 18 victòries consecutives, totes abans del límit, abans de guanyar el títol Intercontinental WBO el 2 de maig del 1998. El 24 d'octubre del mataix any, es troba amb l'alemany Mario Schießer per disputar el títol de campió d'Europa EBU, i el guanya per KO al 2n round. Ell va defensar amb èxit el seu títol dues vegades.

### Campió del món WBO
Després de 24 victòries, totes obtingues per KO, es troba amb Herbie Hide per disputar el títol de campió del dels pesos pesants WBO el 26 de juny del 1999 Al 2n round, envia Hide a terra amb un directe de dreta. Aquest s'aixeca, però torna a caure per un directe d'esquerra llançat posteriorment en el mateix assalt, i per KO. Vitali aconsegueix el seu primer títol de camió amb 27 anys. El 9 d'octubre del mateix any, defensa el seu títol i tomba per KO en tres rounds l'estatunidenc, fins llavors no derrotat, Ed Mahone i després Obed Sullivan que no respon a la crida per reprendre el 10è assalt.

### Klitxkò contra Chris Byrd
L'1 d'abril del 2000 s'enfronta a Chris Byrd. Molt per davant en les targetes dels tres jutges amb molts d'avantatge després de vuit assalts, es fa mal a l'espatlla durant el novè. Amb prou feines l'acaba i es veu obligat a abandonar. Aquesta lesió hauria pogut ser perjudicial per a la continuació de la seva carrera. Klitxkò, que va ser diagnosticat més tard d'un esquinç del manegot dels rotatoris, va rebre moltes crítiques per abandonar el combat.

### Vers la reconquesta del títol
El 25 de novembre del 2000, s'enfronta amb Timo Hoffmann per reconquerir el títol del campió d'Europa EBU. Per primer cop en la seva carrera, guanya un combat sense deixar KO el seu adversari. Tanmateix, li treu un important avantatge en les targetes dels jutges. El 27 de gener del 2001, guanya el títol WBA Inter-Continental, i el defensa victoriosament en tres assalts.

### Klitxkò contra Lennox Lewis
El 21 de juny del 2003, Lennox Lewis havia de trobar-se amb Kirk Johnson per defensar el seu títol WBC dels pesos pesants, però aquest últim es lesionà i Vitali Klitxkò va acceptar de reemplaçar-lo immediatament. Només disposava d'onze dies d'entrenament. Lewis era favorit en una proporció de quatre contra un. No obstant això, Klitxkò va sorprendre tothom colpejant Lewis des del principi del combat. Aquest darrer, que mai no havia estat massa pesat, es fatigà ràpidament però va replicar. El matx fou molt violent. Un directe de dreta de Lewis al tercer assalt provocà una ferida a l'ull de l'ucraïnès que sagnava copiosament. Abans del setè assalt, el metge de pista va decidir d'aturar el combat, atès que la ferida de Vitali s'agreujava, malgrat les protestes d'aquest últim que duia avantatge a les targetes dels jutges per 4 a 2. Lewis aconseguí així una victòria controvertida per nocaut tècnic. Vitali Klitxkò va guanyar en credibilitat amb aquest combat. Malgrat l'anunci d'un segon combat, Lewis es va retirar poc després, la qual cosa va privar Klitxkò de la seva revantxa. L'ucraïnès declararia més tard que Lewis fou el seu adversari més difícil, però tanmateix restà convençut que el campió britànic s'havia retirat per por a un segon combat.

### Reconquesta del títol davant Corrie Sanders
Després d'haver vençut Kirk Johnson en dos assalts, Vitali va tenir una altra ocasió de reconquerir un títol de campió congra l'esquerrà sud-africà Corrie Sanders que havia vençut el seu germà Vladímir uns mesos abans. Es varen enfrontar el 24 d'abril del 2004. Corrie Sanders envià potents cops que desestabilitzaren Vitali d'una manera poc habitual en la seva carrera. Al final del primer assalt, un directe d'esquerra de Sanders no aconseguí enviar Vitali a terra. Aquest últim, malgrat tot, controlava el combat. Des del segon assalt, Sanders ja començava a doblegar les cames i tenia la cara marcada. Ambdós púgils es bateren sense treva durant la segona part del tercer assalt. En els dos assalts següents, nogensmenys, Sanders es mostrà particularment inactiu, i Klitxkò va intentar molts més cops i el va aconseguir tocar més sovint. En el cinquè, Sanders només va ficar un sol cop, quan Vitali en fa ficar 38. El sud-africà replicà en el sisè assalt, però la resposta va ser contundent. Al vuitè assalt Klitxkò va llançar una sèria de cops que afectaren Sanders, les rèpliques del qual eren cada cop més febles, fins que l'àrbitre va aturar el combat. Vitali era doble campió del món.

### Primera retirada
L'11 de desembre del 2004, Vitali bat Danny Williams per KO tècnic després d'haver-lo enviat a terra en quatre assalts. Serà el seu darrer combat durant un temps: el 9 de novembre del 2005 anuncia la seva retirada dels quadrilàters. Nou dies abans del seu combat previst contra Hasim Rahman, es lesiona greument amb una ruputra del lligament encreuat anterior, una lesió que requereix almenys un any de recuperació després de la cirurgia. Es parlà d'un retorn contra Oleg Maskaev el 2007, però el combat mai no tindria lloc.

### Retorn victoriós
Finalment, el 2008, fa el seu veritable retorn. L'11 d'octubre del 2008, recupera a Berlín el cinturó de campió del món WBC quan guanay el nigerià Samuel Peter, en abandonar aquest al novè assalt. Entre en el selecte club dels triples campions del món de boxa. El seu germà Vladímir posseeix els cinturons IBF i WBO. És el primer cop que dos germans ostenten, al mateix temps, un cinturó mundial.
Encandena a continuació defenses victorioses: el 21 de març del 2009, l'àrbitre atura Juan Carlos Gómez al 9è assalt. El públic estatunidenc tenia dispositades les seves esperances en l'estatunidenc Chris Arreola, imbatut fins aleshores i deu anys més jove que l'ucraïnès. Vitali i ell es van enfrontar el 26 de setembre del 2009 al Staples Center de Los Angeles. Klitxkò dominà el combat, i Arreola abandonà entre el 10è i l'11è assalt. El 12 de desembre del 2009, guanya per decisió unànime Kevin Johnson.
El 29 de maig del 2010, aconsegueix la seva 40a victÒria, la 38a abans del límit, en deixar KO al desè assalt al boxejador polonès Albert Sosnowski i després domina per punts l'antic campió del món estatunidenc Shannon Briggs el 16 d'octubre a Hamburg El 19 de març, venç a Colònia l'antic campió olímpic, el cubà Odlanier Solis, que es lesiona a la cama en els darrers instants del primer assalt.
El 10 de setembre dle 2011, ja amb 40 anys, combat contra l'antic doble campió del món polonès Tomasz Adamek que combat davant el seu públic a l'estadi municipal de Wrocław i guanya quan l'artitre decideix aturar el combat al 10è assalt. El seu següent adversari és el britànic Dereck Chisora. Aquest el provoca donant-li una bufetada i llançant-li agua a la cara del seu germà Vladímir poc abans del combat. Resulta vencedor per punts per decisió unànime dels jutges. El 8 de setembre del 2012, venç Manuel Charr que és deturat al quart assalt després que es faci un tall.

### Campió emèrit
El 16 de desembre del 2013, Vitali decideix de posar fi a la seva carrera entre parèntesis per dedicar-se a la política del seu país. El boxejador, que havia de posar en joc obligatòriament el seu títol en la categoria reina, va rebre per part del WBC l'estatus de "Campió emèrit". Amb aquest nou estatus, pot disputar directament i quan ho desitgi el títol WBC que estigui vacant o ostentat per un nou campió, si decideix de tornar als quadrilàters.

## Carrera política
Durant les eleccions presidencials ucraïneses de 2004 i la posterior Revolució Taronja, els germans Klitxkò van recolzar obertament la candidatura de Víktor Iúsxenko. El 2005, (Vitali) Klitxkò va ser nomenat assessor del President Iúxtxenko A l'octubre de 2006, va ser ascendit a conseller a temps complet.
Klitxkó va començar a fer campanya per a l'alcaldia de Kíiv poc després de la seva retirada el 2005. Va perdre l'elecció d'alcalde del 2006 davant Leonid Txernovetski, però va quedar en segon lloc amb el 26% dels vots, per davant del llavors alcalde Oleksandr Omeltxenko. Klitxkò va fer campanya amb una plataforma anticorrupció i va liderar el bloc "Partit Cívic" PORA-ROP (els partits PORA i Partit Reformes i Ordre) en les eleccions locals celebrades simultàniament per a l'Ajuntament de Kíiv. Els analistes van assenyalar la seva relativament tardana entrada a la campanya podria haver-li costat vots. Així i tot, Klitxkó va ser triat regidor a l'Ajuntament de Kíiv, atès que el "Partit Cívic" PORA-ROP va aconseguir 14 escons en les eleccions de 2006

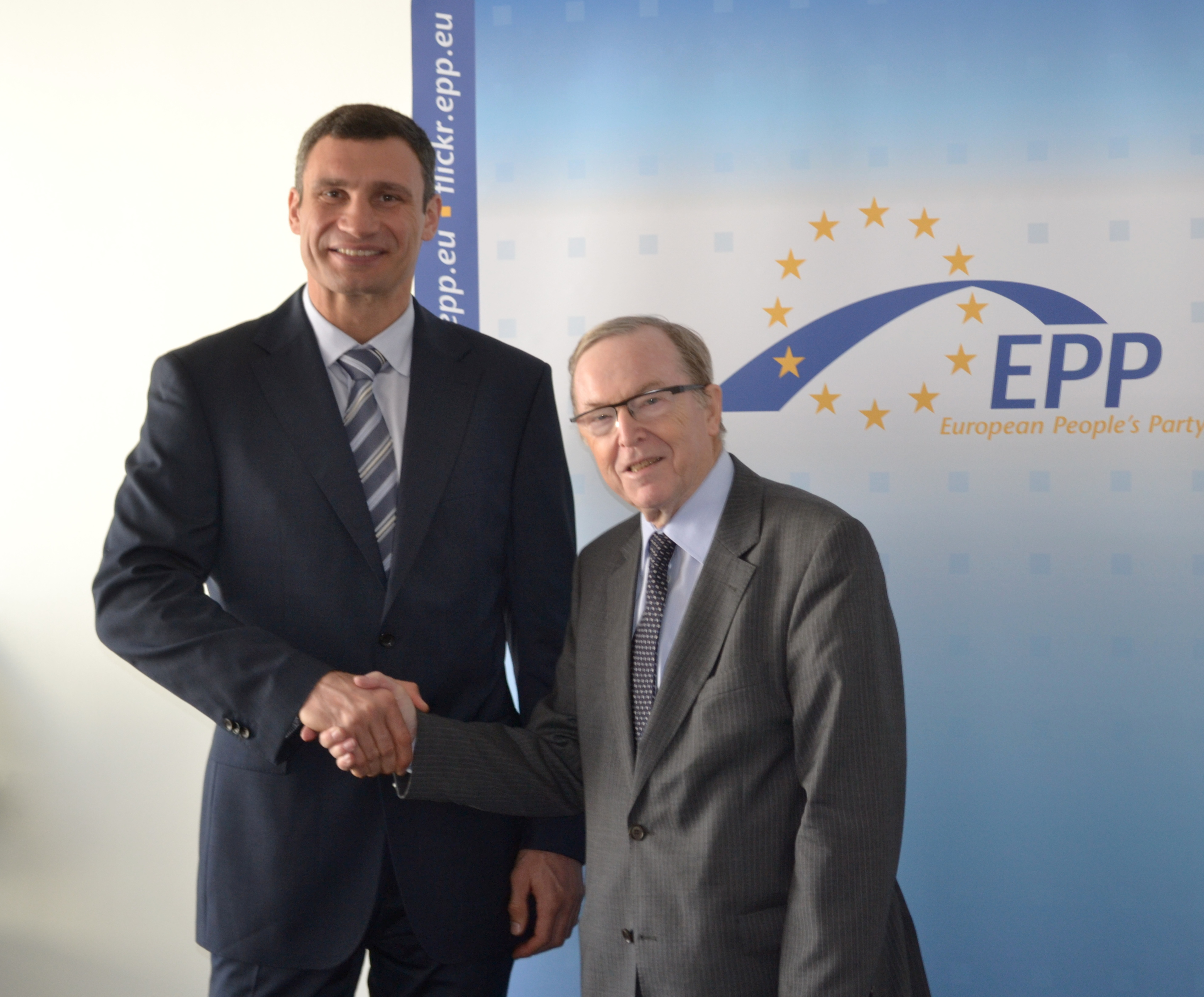
Klitxkò amb Wilfried Martens, expresident del Partit Popular Europeu.

 a les eleccions locals de Kíiv, celebrades el maig del 2008, va concórrer de nou i va aconseguir el 18% dels vots. Klitxkó va liderar simultàniament el Bloc Vitali Klitxkó que va aconseguir el 10,61% dels vots i 15 escons, i de nou, va ser triat al Concili de la Ciutat de Kíiv. La seva campanya va contractar Rudy Giuliani com a consultor per a la campanya. El 2008, també va ser nomenat membre de la delegació ucraïnesa del Congrés del Consell d'Europa.
Klitxkó va esdevenir el líder del partit polític Aliança Democràtica Ucraïnesa per a la Reforma l'abril del 2010. Durant les eleccions locals d'Ucraïna del 2010, el partit va aconseguir representants als municipis i Consells d'Óblast (parlaments regionals).
L'octubre del 2011, Klitxkò va anunciar que es presentaria a les eleccions a l'alcaldia de Kíiv del 2012.
Durant les eleccions al Parlament d'Ucraïna de 2012, Klitxkò fou elegit (era el cap de llista del partit UDAR) al Parlament d'Ucraïna, quan el seu partit va aconseguir 40 escons. Klitxkó lidera el grup parlamentari a la Rada Suprema.
Klitxkò va anunciar el 24 d'octubre del 2013, que tenia la intenció de prendre part en les properes eleccions a la presidència d'Ucraïna, que estaven previstes per al 2015.Experts i juristes han argumentat que no és clar si Klitxkó podria participar en aquestes eleccions. Segons la llei ucraïnesa, un candidat presidencial ha d'haver tingut la residència a Ucraïna durant els últims deu anys anteriors al dia de l'elecció, i Klitxkó ha viscut durant molts anys a Ucraïna i Alemanya, on, segons informes de mitjans de comunicació, té un permís de residència. Les enquestes d'opinió des de principis del 2011 mostren que el percentatge previst de vots que Klitxkó aconseguiria en la primera volta de les eleccions presidencials d'Ucraïna 2015 s'ampliava del 4,8% al desembre de 2011 al 15,1% al febrer del 2013, i l'1 octubre 2013 una enquesta del Centre Razumkov va predir un 19,3%.
Klitxkó fou una de les figures dominants en les protestes de l'EuroMaidan." Durant aquestes protestes es va retirar de la pràctica de la boxa.

### Posicions polítiques
Klitxkó es mostra favorable a un Acord d'Associació entre Ucraïna i Unió Europea. Ell veu la Unió Europea com a model d'Ucraïna "per al nostre futur desenvolupament polític i econòmic." Creu que el destituït president Víktor Ianukóvitx i el govern de l'anterior Primer Ministre Mikola Azàrov han estat "destruint deliberadament les relacions entre Ucraïna i la Unió Europea" Klitxkó també està a favor de la cooperació OTAN-Ucraïna.

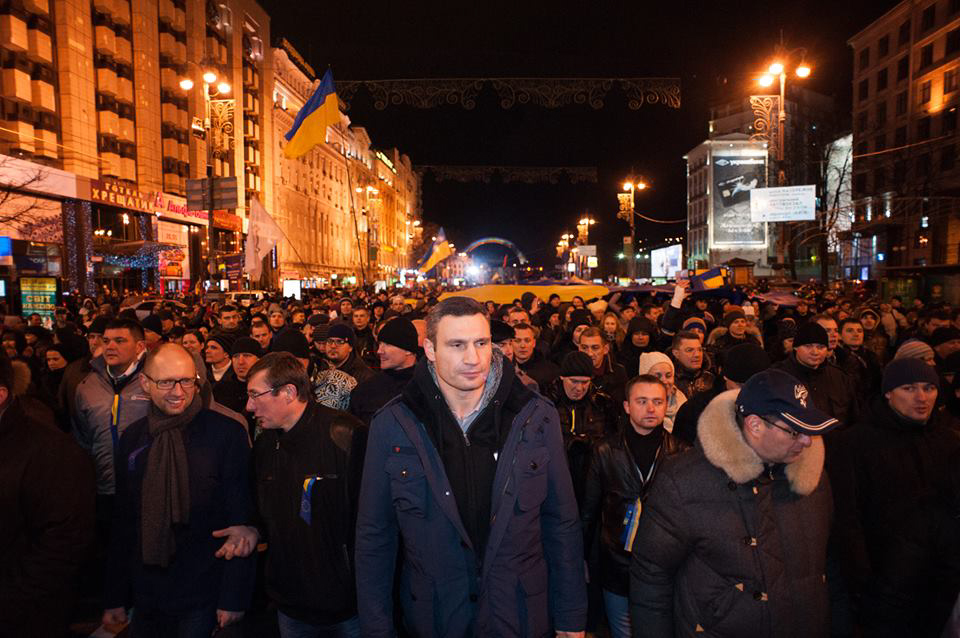
Vitali, líder del partit polític UDAR vist en la multitud al carrer Khrestxatik a Kíev, Ucraïna, el 27 de novembre de 2013.

La principal preocupació de Klitxkó són les qüestions socials i l'economia d'Ucraïna.
Creu que la qüestió de la llengua no és la primera prioritat. Klitxkó vol menys corrupció i més transparència en la política ucraïnesa Defensa una baixada d'impostos per estimular l'economia d'Ucraïna. L'octubre del 2011 Klitxkó va acusar el llavors president Ianukòvitx i el govern Azàrov de "fer de tot per manipular les regles per estar-se molt de temps al poder"; a més (al desembre del 2011) va qualificar "totes les declaracions del govern" com "un continu de mentides i desinformació." També va prendre part en manifestacions per demanar l'alliberament de l'exPrimera Ministra Iúlia Timoixenko.
Al desembre del 2011 Klittxkó va descriure el sistema judicial d'Ucraïna com "la completa degradació" i el va acusar de violar els drets humans i humiliar els seus presos. Segons ell Ucraïna no té jutges independents i imparcials, perquè "El poder judicial ucraïnès és actualment un clan tancat: jutges per tota la vida i nomenaments per amiguisme administratiu". Vol assegurar la independència dels jutges amb el canvi d'un sistema de jutges nomenats a un altre sistema de jutges electes.
El juliol del 2012, Klittxkó va afirmar que el seu partit l'UDAR, no cooperaria amb el Partit de les Regions al Parlament d'Ucraïna.
A principis d'abril 2013 Klittxkó va fer una crida perquè se celebressin aviat eleccions presidencials i parlamentàries a Ucraïna.